# Charles Howard, X conte di Carlisle
Charles James Stanley Howard, X conte di Carlisle, noto come Visconte Morpeth dal 1889 al 1911 (Londra, 8 marzo 1867 – Londra, 20 gennaio 1912), è stato un nobile, militare e politico britannico.

## Biografia
Geroge nacque a Londra, figlio primogenito di George Howard, IX conte di Carlisle e di sua moglie, Rosalind Frances, figlia di Edward Stanley, II barone Stanley di Alderley. Geoffrey William Algernon Howard fu suo fratello minore. Egli venne educato alla Rugby School ed al Balliol College di Oxford.
Avviato alla carriera militare, Howard ottenne il rango di Capitano nel 3rd Border Regiment e prestò servizio nella Seconda guerra boera. Nel 1904, tornato in patria, venne eletto alla Camera dei comuni per la circoscrizione di Birmingham South, sede che mantenne sino al 1911 quando succedendo al padre nei titoli della casata, ottenne di sedere alla Camera dei lord. Egli venne nominato anche deputy lieutenant del Cumberland nel 1905.
Lord Carlisle morì prematuramente nel 1912 all'età di 44 anni e venne succeduto nei suoi titoli dall'unico figlio, George. La moglie morirà nel dicembre del 1957 raggiungendo i 90 anni.

## Matrimonio e figli
Lord Carlisle sposò Rhoda Ankaret, figlia del colonnello Paget Walter L'Estrange, nel 1894. La coppia ebbe i seguenti figli:
- George Josslyn L'Estrange Howard (6 gennaio 1895 – 17 febbraio 1963), sposò in prime nozze Bridget Helen Hore-Ruthven il 17 gennaio 1918 dalla quale ebbe discendenza e dalla quale si separò poi per risposarsi con Esme Mary Shrubb Iredell il 15 agosto 1947, con la quale ebbe altri figli
- Constance Howard (n. 20 gennaio 1897)
- Ankaret Howard (23 aprile 1900 – 9 aprile 1945), sposò William Jackson il 7 aprile 1927 ed ebbe discendenza: William Thomas Jackson (n. 1927) e Ankaret Tarn Jackson (n. 1934)
- Elizabeth Howard (24 ottobre 1903 – 12 gennaio 1969), sposò Laurence Robert Maconochie-Welwood il 7 settembre 1934 ed ebbe discendenza: Mary Elizabeth Maconochie-Welwood (n. 1936).

## Ascendenza
|                                       |                                    |                                       | Genitori                                 |  |  | Nonni |  |  | Bisnonni                            |  |  | Trisnonni                             |  |
|                                       |                                    |                                       |                                          |  |  |       |  |  | George Howard, VI conte di Carlisle |  |  | Frederick Howard, V conte di Carlisle |  |
|                                       |                                    |                                       |                                          |  |  |       |  |  | George Howard, VI conte di Carlisle |  |  | Frederick Howard, V conte di Carlisle |  |
|                                       |                                    | lady Margaret Leveson-Gower           |                                          |  |  |       |  |  | George Howard, VI conte di Carlisle |  |  |                                       |  |
| lord Charles Howard                   |                                    |                                       |                                          |  |  |       |  |  | George Howard, VI conte di Carlisle |  |  |                                       |  |
|                                       |                                    | lady Georgiana Cavendish              | William Cavendish, V duca di Devonshire  |  |  |       |  |  |                                     |  |  |                                       |  |
|                                       |                                    | lady Georgiana Cavendish              | William Cavendish, V duca di Devonshire  |  |  |       |  |  |                                     |  |  |                                       |  |
|                                       |                                    | lady Georgiana Cavendish              | lady Georgiana Spencer                   |  |  |       |  |  |                                     |  |  |                                       |  |
| George Howard, IX conte di Carlisle   |                                    | lady Georgiana Cavendish              |                                          |  |  |       |  |  |                                     |  |  |                                       |  |
|                                       |                                    | James Parke, I barone Wensleydale     | Thomas Parke                             |  |  |       |  |  |                                     |  |  |                                       |  |
|                                       |                                    | James Parke, I barone Wensleydale     | Thomas Parke                             |  |  |       |  |  |                                     |  |  |                                       |  |
|                                       |                                    | James Parke, I barone Wensleydale     | Anne Preston                             |  |  |       |  |  |                                     |  |  |                                       |  |
| Mary Priscilla Harriet Parke          |                                    | James Parke, I barone Wensleydale     |                                          |  |  |       |  |  |                                     |  |  |                                       |  |
|                                       |                                    | Cecilia Barlow                        | Samuel Francis Barlow                    |  |  |       |  |  |                                     |  |  |                                       |  |
|                                       |                                    | Cecilia Barlow                        | Samuel Francis Barlow                    |  |  |       |  |  |                                     |  |  |                                       |  |
|                                       |                                    | Cecilia Barlow                        | Mary Thornton                            |  |  |       |  |  |                                     |  |  |                                       |  |
| Charles Howard, X conte di Carlisle   |                                    | Cecilia Barlow                        |                                          |  |  |       |  |  |                                     |  |  |                                       |  |
|                                       | John Stanley, I barone di Alderley | sir John Thomas Stanley, VI baronetto |                                          |  |  |       |  |  |                                     |  |  |                                       |  |
|                                       | John Stanley, I barone di Alderley | sir John Thomas Stanley, VI baronetto |                                          |  |  |       |  |  |                                     |  |  |                                       |  |
|                                       | John Stanley, I barone di Alderley | Margaret Owen                         |                                          |  |  |       |  |  |                                     |  |  |                                       |  |
| Edward Stanley, II barone di Alderley | John Stanley, I barone di Alderley |                                       |                                          |  |  |       |  |  |                                     |  |  |                                       |  |
|                                       |                                    | lady Maria Josepha Holroyd            | John Baker Holroyd, I conte di Sheffield |  |  |       |  |  |                                     |  |  |                                       |  |
|                                       |                                    | lady Maria Josepha Holroyd            | John Baker Holroyd, I conte di Sheffield |  |  |       |  |  |                                     |  |  |                                       |  |
|                                       |                                    | lady Maria Josepha Holroyd            | Abigail Way                              |  |  |       |  |  |                                     |  |  |                                       |  |
| lady Rosalind Howard                  |                                    | lady Maria Josepha Holroyd            |                                          |  |  |       |  |  |                                     |  |  |                                       |  |
|                                       |                                    | Henry Dillon, XIII visconte Dillon    | Charles Dillon, XII visconte Dillon      |  |  |       |  |  |                                     |  |  |                                       |  |
|                                       |                                    | Henry Dillon, XIII visconte Dillon    | Charles Dillon, XII visconte Dillon      |  |  |       |  |  |                                     |  |  |                                       |  |
|                                       |                                    | Henry Dillon, XIII visconte Dillon    | hon. Henrietta Maria Phipps              |  |  |       |  |  |                                     |  |  |                                       |  |
| hon. Henrietta Maria Dillon-Lee       |                                    | Henry Dillon, XIII visconte Dillon    |                                          |  |  |       |  |  |                                     |  |  |                                       |  |
|                                       |                                    | Henrietta Browne                      | Dominick Geoffrey Browne                 |  |  |       |  |  |                                     |  |  |                                       |  |
|                                       |                                    | Henrietta Browne                      | Dominick Geoffrey Browne                 |  |  |       |  |  |                                     |  |  |                                       |  |
|                                       |                                    | Henrietta Browne                      | Margaret Browne                          |  |  |       |  |  |                                     |  |  |                                       |  |
|                                       |                                    | Henrietta Browne                      |                                          |  |  |       |  |  |                                     |  |  |                                       |  |